# Thanos Plevris
Athanasios "Thanos" Plevris (en griego: Athanasios "Thanos" Plevris;Atenas, Grecia, 21 de mayo de 1977) es un político griego e hijo del autor nacionalista y neofascista Konstantinos Plevris. Entre 2021 y 2023 se desempeñó como Ministro de Salud bajo el gabinete de Kyriakos Mitsotakis. Plevris a menudo se describe como una voz islamófoba y de derecha radical en la política griega.

## Carrera política
Fue elegido por primera vez para el Parlamento Helénico con el ultraconservador Rally Ortodoxo Popular en las Elecciones parlamentarias de Grecia de 2007. Posteriormente fue elegido al Parlamento Europeo en junio del 2009, antes de volver al parlamento nacional en las elecciones celebradas en octubre del mismo año. Cuando la Agrupación Popular Ortodoxa no logró alcanzar el umbral electoral del 3% en las elecciones de mayo de 2012, Plevris se unió a Nueva Democracia  y se convirtió en el primer suplente del partido tras las elecciones celebradas al mes siguiente.
Unos meses después de ser elegido para el consejo de la ciudad de Atenas en mayo de 2014, prestó juramento como miembro del parlamento por tercera vez en noviembre de 2014, reemplazando a Dimitris Avramopoulos,  quien había renunciado a su escaño para servir en la Comisión Europea. Plevris no logró ser reelegido en las elecciones de enero y septiembre de 2015, pero regresó a la legislatura en las elecciones de 2019.  Actualmente se desempeña como Ministro de Salud en el Gabinete de Kyriakos Mitsotakis.
Plevris ejerce la abogacía en Atenas, habiendo completado estudios de posgrado y doctorado en derecho médico en la Universidad de Heidelberg y en derecho penal en la Universidad de Atenas, respectivamente. Representó como abogado a los 8 policías acusados de brutalidad contra Zak Kostopoulos. Completó su servicio militar como sargento en la 32 Brigada de Infantería de Marina.

## Controversias
Es ampliamente visto como una figura de extrema derecha en la política griega y algunas de sus opiniones han sido descritas como extremas y racistas.  En la década de 1990, durante sus años académicos, solía participar en protestas nacionalistas y, al menos en un caso, fue captado por una cámara quemando banderas turcas junto a simpatizantes del partido neonazi Amanecer Dorado. Plevris también ha abogado por el uso de la fuerza letal como elemento disuasorio contra la inmigración ilegal. También ha sugerido que se debe negar a los inmigrantes el acceso a alimentos, agua y atención médica.

### Antisemitismo
Mientras representaba a su padre  en la corte en 2019, argumentó que el deseo público de Konstantinos Plevris de ver el regreso de los nazis y la reapertura de los Campos de concentración de Auschwitz no debería considerarse discurso de odio o incitación según la ley griega. Después de que fue nombrado Ministro de Salud en 2021, resurgieron algunos de estos comentarios y declaraciones anteriores, lo que provocó una fuerte reacción por parte de la Junta Central de Comunidades Judías en Grecia. Emitieron un comunicado expresando su preocupación por el nombramiento de Thanos Plevris como ministro de salud en la reorganización del gabinete. Plevris luego se disculpó y prometió su "absoluto respeto".

### Postura antivacunas
En julio del 2021, mientras su país estaba siendo arreciado por la Pandemia por COVID-19, publicó un artículo de opinión expresando opiniones controvertidas sobre las vacunas obligatorias y preguntando "si un ciudadano no quiere vacunarse, ¿es mi responsabilidad convencerlo o debe ir a vacunarse él mismo?".  en septiembre del 2021, algunos de sus comentarios anteriores sobre enfoques científicos y estrategias de vacunación resurgieron y fueron etiquetados como "antivax".